# Vomero
Il Vomero (O Vòmmero in napoletano) è uno dei quartieri collinari di Napoli. I suoi abitanti sono detti vomeresi. È uno dei quartieri più ricchi di Napoli ed è anche ricco di viali alberati.   
Inoltre, è celebre per le sue vedute panoramiche sul golfo di Napoli e la sua atmosfera elegante e vivace.   
Confina a nord con il quartiere Arenella (viale Michelangelo, Piazza Cosimo Fanzago, via Vincenzo D'Annibale, via S. Gennaro ad Antignano, largo Antignano, via Antignano, via Don Luigi Sturzo, via Case Puntellate, Cavone Case Puntellate), ad ovest con i quartieri Soccavo (via S. Domenico) e Fuorigrotta (via Piave), a sud con il quartiere Chiaia (via Vicinale Fosso S. Stefano, Piazzetta S. Stefano, via Torquato Tasso, Gradoni S. Francesco, via Filippo Palizzi, Salita Petraio, corso Europa) e ad est con il quartiere Montecalvario (Piazza Leonardo, Salita Cacciottoli, viale Raffaello, largo S. Martino, via Pedamentina S. Martino) e con il quartiere Avvocata (Piazza Leonardo).
Con la "riforma del decentramento" deliberata nel 2005, il Vomero con l'Arenella forma la municipalità V, che, con i suoi 120 000 abitanti, è la zona più densamente popolata della città. Il punto più alto del quartiere è la certosa di San Martino, con un'altitudine di 251 m s.l.m.
(Carlo Celano)

## Etimologia
In epoca greca, la collina vomerese era chiamata Bomòs (βωμός, cioè "collina"), nel Seicento, invece, si diffuse il nome Vomer, che i dotti vorrebbero derivare appunto da Vomòs.
In epoca romana, la collina vomerese era chiamata Paturcium (probabilmente da Patulcius, nome connesso a Giano, il dio a cui la collina era dedicata) e nell'alto Medioevo, per corruzione linguistica, Patruscolo o Patruscio.
Il toponimo attuale, Vomero, attestato alla fine del Cinquecento (quando si riferiva però non all'intera collina, ma ad un antico casale), trae presumibilmente vera origine dalla sua antica vocazione agricola e al gioco del vomere, un passatempo contadino che sanciva come vincitore chi, con il vomere dell'aratro, avesse tracciato un solco quanto più possibile dritto. Comunque, proprio l'attività legata ai campi e la gran messe di verdure coltivate, gli valsero per secoli il soprannome di Collina dei broccoli.

## Storia

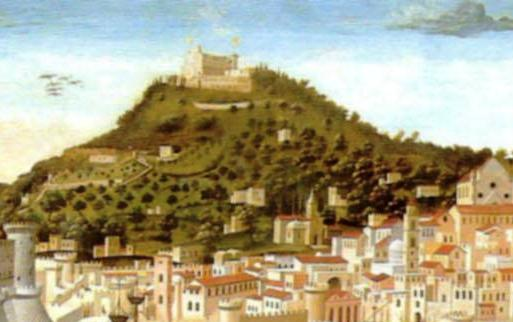
Il Vomero (particolare della Tavola Strozzi, 1474)

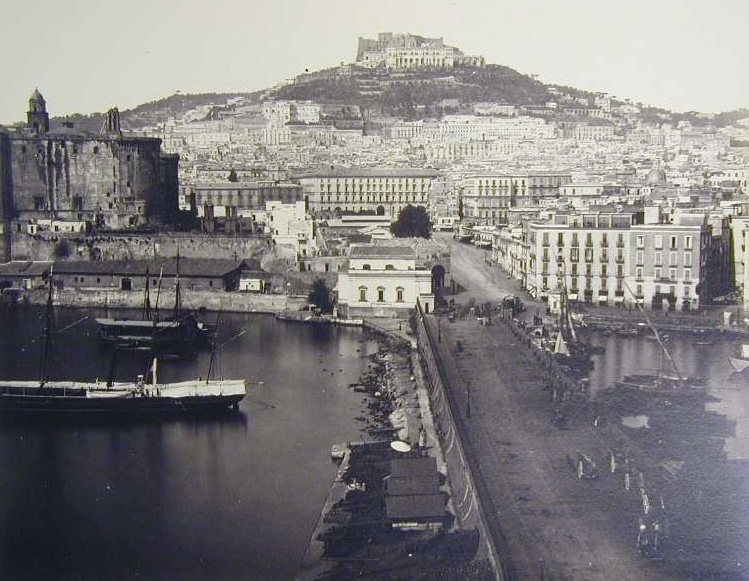
Il Vomero in una foto di Giorgio Sommer del 1860-70 circa

Fino alla fine del XIX secolo il Vomero costituiva una periferia pressoché disabitata e lontana dalla città di Napoli, le sue parti più antiche, come il rione Antignano, erano nuclei abitativi rurali, villaggi che, sin dai tempi dei Romani, sorgevano sulla "Via Puteolis Neapolim per colles", strada che, prima dello scavo della galleria di collegamento tra Fuorigrotta e Mergellina, costituiva l'unico collegamento via terra tra la zona flegrea e la città. Intorno al II secolo d.C. la strada fu risistemata e chiamata via Antiniana, da cui il nome al rione. Proprio nell'antico villaggio che oggi è il rione di Antignano, la tradizione vuole sia avvenuto per la prima volta il miracolo di San Gennaro, tra il 413 e il 431.

In seguito alla dominazione della dinastia normanna e di quella sveva, con gli angioini, dopo la rivolta dei Vespri siciliani, Napoli divenne capitale, nel 1282 (condizione che ricoprirà fino all'Unità d'Italia, nel 1860). Cominciò a sorgere dunque l'esigenza di risalire le pendici della collina vomerese, soprattutto per ragioni strategiche. La zona cominciò quindi a popolarsi, soprattutto a partire dalla costruzione del Chiostro Certosino nel 1325 e quasi contemporaneamente gli angioini sostituirono l'antico torrione di vedetta (d'epoca normanna), vicino al quale sorse il Chiostro, con il Castello di Belforte, nucleo di partenza del Castel Sant'Elmo. L'assetto del restante territorio vomerese rimase tuttavia immutato. Sotto i sovrani aragonesi e i posteriori viceré spagnoli, Napoli andò incontro ad un vertiginoso aumento demografico, dovuto alla forte immigrazione proveniente dai centri circostanti e dal resto del regno. La necessità di allargare il territorio cittadino indusse il viceré Pedro Álvarez de Toledo a dirigere lo sviluppo della città (allora solo pianeggiante) verso le pendici delle colline, rimaste fino a quel momento prive di significativi insediamenti abitativi. Tuttavia, nel 1556 una legge vietò la costruzione di nuovi edifici intorno a Sant'Elmo e, nel 1583, anche sulle pendici del colle.

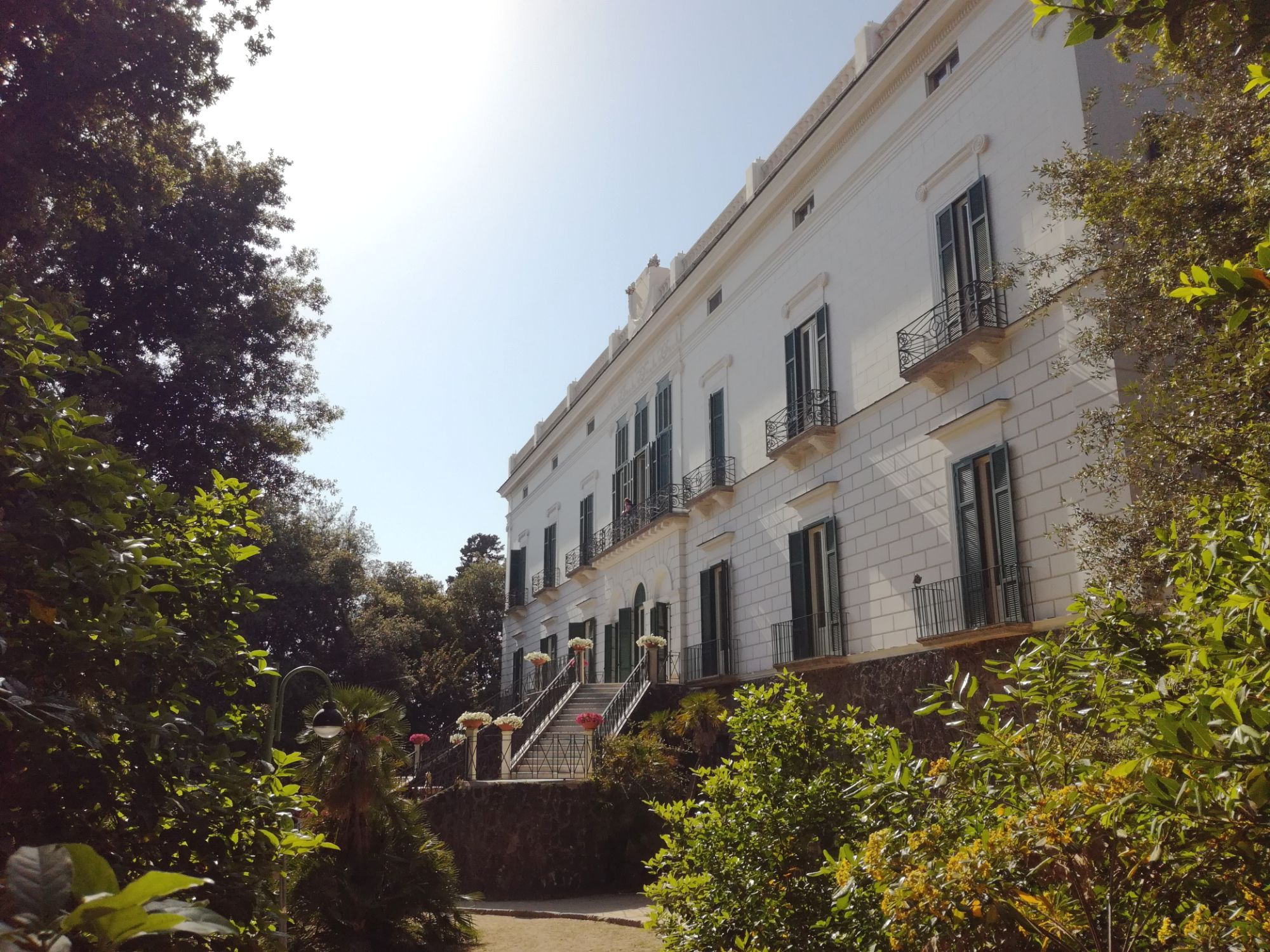
Villa Floridiana

Nel periodo dei viceré successivi a Don Pedro, l'espansione edilizia seguì, provocando la fusione di innumerevoli borghi; anche sulla collina iniziarono a formarsi agglomerati più omogenei, villaggi e casali. Nel Seicento nella cartografia della città si iniziano a rappresentare le prime costruzioni collinari.
Durante la peste del 1656, la collina fu utilizzata come rifugio da parte della nobiltà e del clero: si era infatti affermata la tendenza nell'aristocrazia residente nel centro storico a costruirsi una seconda casa al Vomero, tendenza che si accentuerà nel corso del Settecento, soprattutto grazie all'apertura della nuova "strada Infrascata" (Via Salvator Rosa). Tra le tante famiglie nobiliari che si stabilirono al Vomero vi sono: i Carafa, i Conti di Acerra, i Ruffo di Sicilia, i Cacciottoli ed i Cangiani.
Nel 1817, il Vomero fu promosso al rango di residenza non solo nobiliare, ma anche regale, con l'acquisizione di una villa da parte di Ferdinando I di Borbone: la futura Floridiana.
Nel 1809, nella nuova divisione amministrativa della città operata da Gioacchino Murat, tutti i villaggi del Vomero entrarono a far parte della città vera e propria, nel circondario dell'Avvocata. Infine, verso la metà del XIX secolo, l'apertura di Corso Maria Teresa (ribattezzato Corso Vittorio Emanuele dopo il 1860), voluta da Ferdinando II, delimitò il confine inferiore del futuro quartiere Vomero.

### La fondazione delnuovo Rionee l'urbanizzazione del Vomero

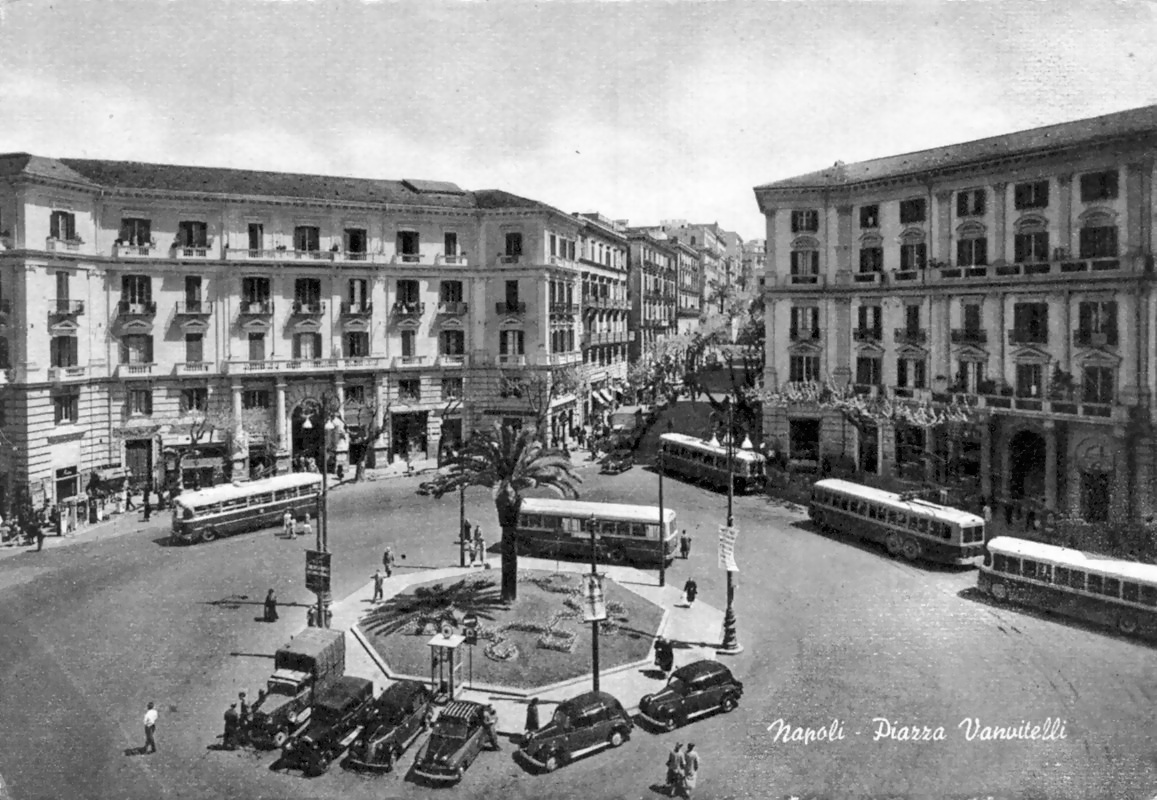
Piazza Vanvitelli negli anni cinquanta

Lo sviluppo abitativo vero e proprio del Vomero ebbe inizio verso la fine dell'Ottocento, più precisamente nel 1885, con la fondazione (nell'ambito della legge "per il Risanamento di Napoli") del Nuovo Rione e la progettazione di un tracciato viario a maglia reticolare e schema radiale che applicava i dettami razionalistici in voga in tutta l'urbanistica europea di fine secolo, secondo l'esempio della Parigi del Barone Haussmann (esperienze analoghe nell'urbanistica italiana si riscontrano nei quartieri romani Esquilino e Testaccio). Fin dal primo momento il Vomero venne concepito come un quartiere residenziale destinato alle classi alto-borghesi: le splendide ville e palazzine in stile tardo Liberty che vennero realizzate in gran numero agli inizi del secolo attorno alla Villa Floridiana e verso l'area di Castel Sant'Elmo e di San Martino costituirono fino alla metà del Novecento il tratto distintivo del nuovo quartiere.
Già prima della legge di Risanamento, inoltre, una banca piemontese, la banca Tiberina, aveva acquistato al Vomero terreni compresi tra San Martino, via Belvedere e Antignano, con l'intenzione di costruirvi un nuovo quartiere (già Garibaldi, in effetti, aveva pensato alle zone collinari come potenziali nuovi rioni, in cui però egli riteneva si dovesse ospitare il proletariato). La posa della prima pietra da parte dei sovrani avvenne l'11 maggio 1885 e, il 20 ottobre 1889, il Nuovo Rione venne inaugurato, con l'apertura della Funicolare di Chiaia, cui seguì la Funicolare di Montesanto nel 1891.

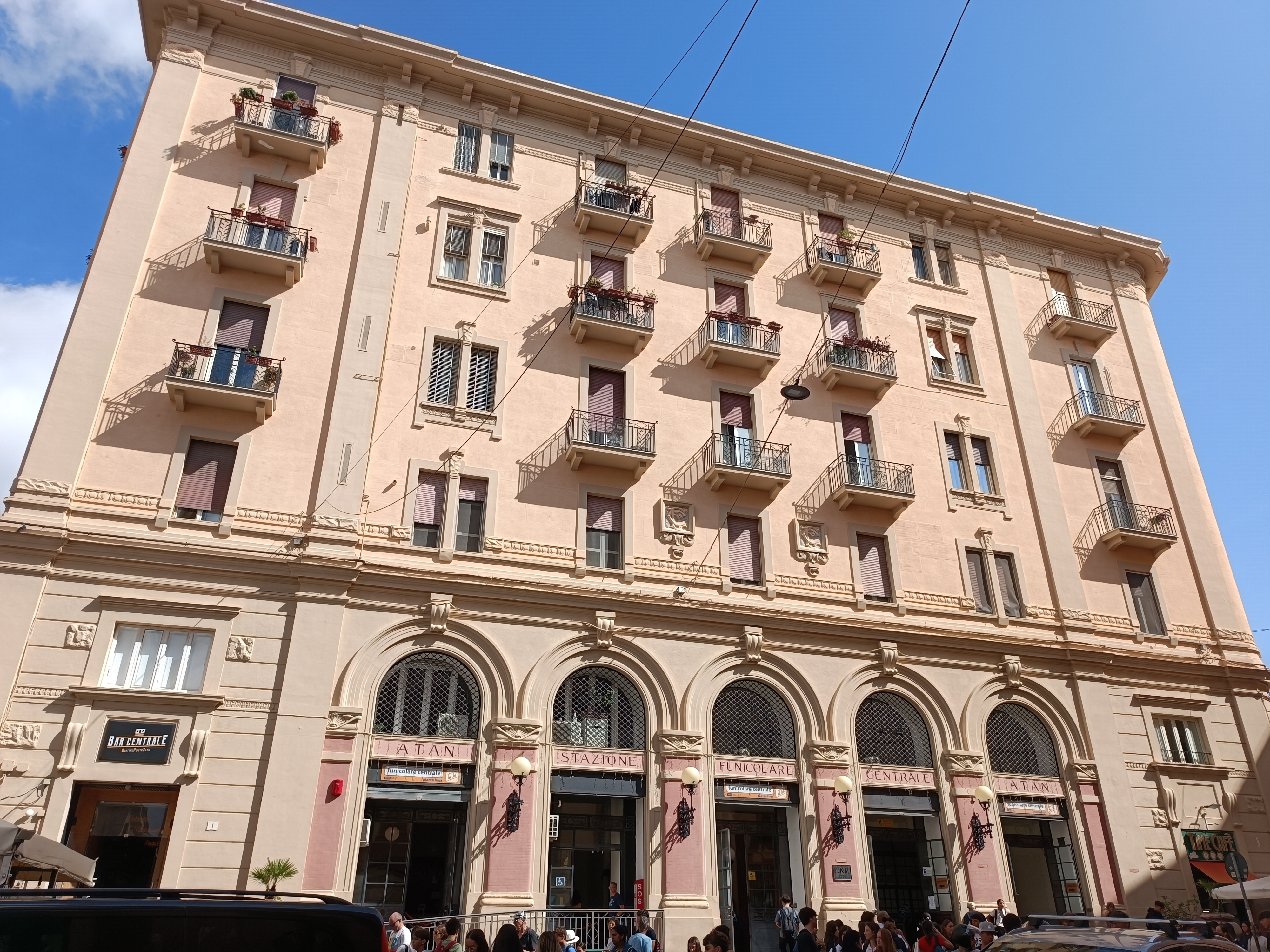
Stazione superiore della Funicolare Centrale, in Piazza Fuga

Fino a quella data, ma ancora per diversi decenni dopo, la vita e quindi la storia della collina vomerese e quella della città di Napoli si sono evolute separatamente. "Vado a Napoli", "Scendo a Napoli" erano le frasi dei vomeresi per indicare il tragitto verso il centro. Ma, dopo l'11 maggio 1885, il Vomero inizia lentamente a saldarsi territorialmente con la città. Una saldatura che, conclusasi alla fine del Novecento, inevitabilmente significherà importare tutti i problemi irrisolti ereditati dalla storia difficile della città di Napoli.
Primo esempio di costruzioni di tipo "urbano" furono i "Quattro palazzi" di Piazza Vanvitelli, edificati all'inizio del XX secolo dalla Banca Tiberina. Dopo l'inizio dei lavori, tuttavia, la scarsa reattività del mercato (dovuta alle difficoltà economiche dell'epoca e ai collegamenti ancora difficoltosi tra la città e la collina) spinse la banca (proprietaria delle aree edificate e delle due funicolari) a cedere nel 1899 i suoi diritti alla Banca d'Italia. Ciò provocò la sospensione per diversi anni delle opere previste dal piano di urbanizzazione (frutto della Convenzione stipulata tra Comune e Banca Tiberina). All'inizio del Novecento risultavano dunque realizzati (oltre al tracciato della lottizzazione) esclusivamente una parte degli edifici al centro del Vomero (tra Piazza Vanvitelli, lungo via Scarlatti e via Morghen). Tutte le nuove costruzioni erano in stile neorinascimentale, che a Napoli si protrarrà fino al primo trentennio del Novecento, trascinandosi negli anni i progetti di fine ottocento.
La Banca d'Italia, per recuperare i capitali investiti, decise di vendere gli immobili già costruiti e i terreni e frazionare gli isolati in piccoli lotti più facilmente vendibili. Conseguentemente, nei primi anni del XX secolo non si ebbe un impetuoso sviluppo urbanistico, ma sorse un'edilizia meno intensiva, di villini a due, tre piani, circondati da graziosi giardini; i quali, peraltro, avevano la capacità di valorizzare maggiormente gli aspetti paesistici dei luoghi, rispetto ai grandi edifici umbertini. Il gusto architettonico che caratterizzò il periodo, fino alla metà degli anni venti, fu quello definito liberty unitamente a quello cosiddetto neoeclettico.

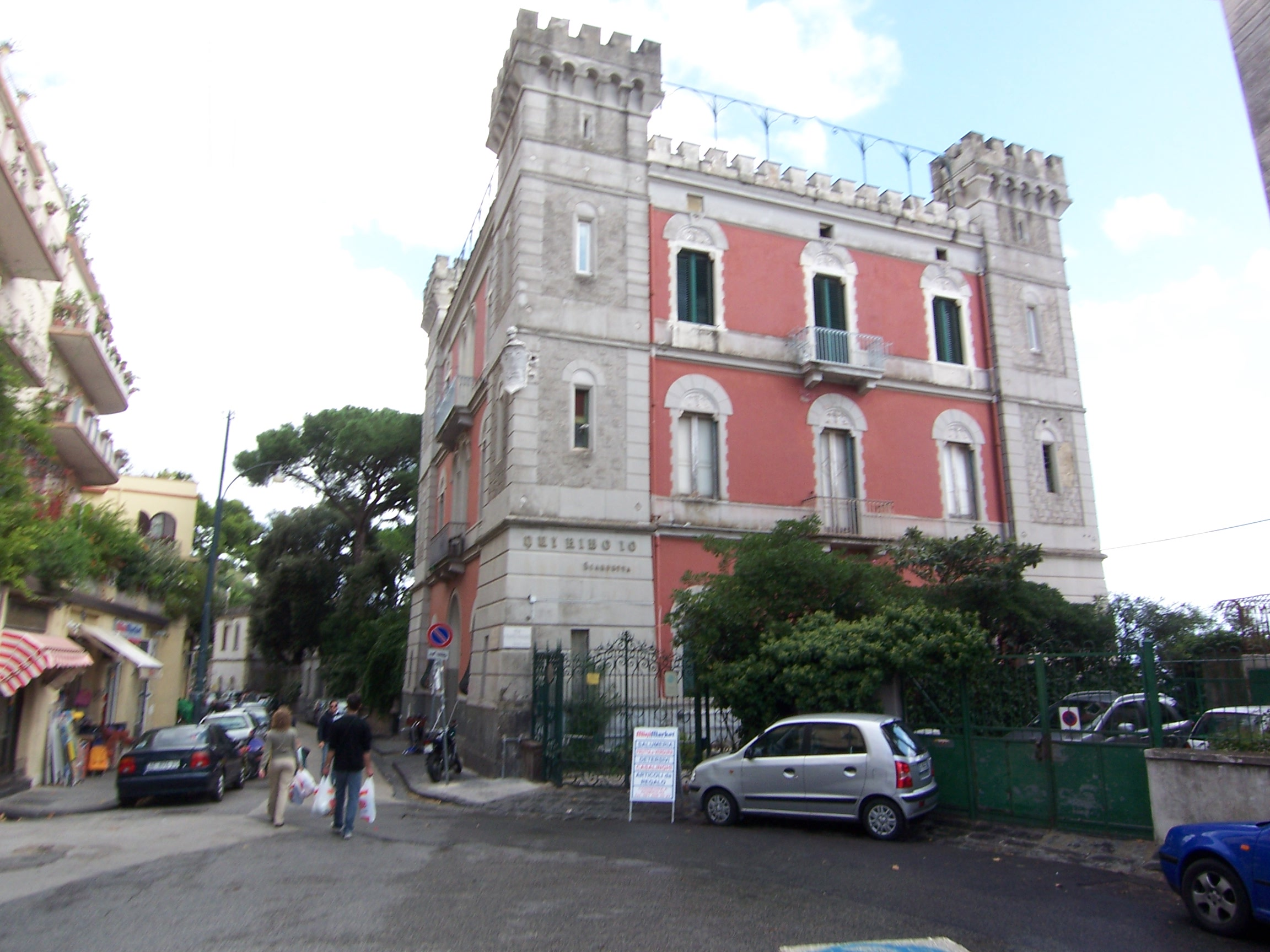
Villa La Santarella di Eduardo Scarpetta

L'apertura della nuova Funicolare Centrale, facilitando gli spostamenti fra il Vomero e il centro, portò ad un incremento significativo dell'urbanizzazione, che si orientò nuovamente verso i grossi fabbricati, realizzati anch'essi secondo i vari stili allora di moda (dal liberty al neoeclettismo, al primo razionalismo). Il nuovo centro abitato si espanse fino a raggiungere gli antichi villaggi (Vomero Vecchio, Antignano), inglobandoli.

### Industria cinematografica
Nei primi anni del Novecento sorsero proprio al Vomero alcune tra le prime case di produzione cinematografiche italiane. La prima in città fu la Partenope Film (originariamente Fratelli Troncone & C.), di Guglielmo, Vincenzo e Roberto Troncone, che, nata nel 1906, fu attiva per circa vent'anni, con sede e teatri di posa in via Solimena.
Nel 1915 venne fondata ufficialmente la Polifilms di Giuseppe Di Luggo. La società, nata nel 1912 come società di distribuzione cinematografica con il nome De Luggo & C., nel 1914 venne trasformata in una manifattura cinematografica, denominata originariamente Napoli Film, con sede e teatro di posa in via Cimarosa.
Nel 1919 la Polifilms in difficoltà economiche cedette i suoi impianti e teatri di posa a Gustavo Lombardo, già titolare della società di distribuzione SIGLA (Società Italiana Gustavo Lombardo Anonima), il quale diede vita alla Lombardo Film, la futura Titanus.

### Durante la seconda guerra mondiale

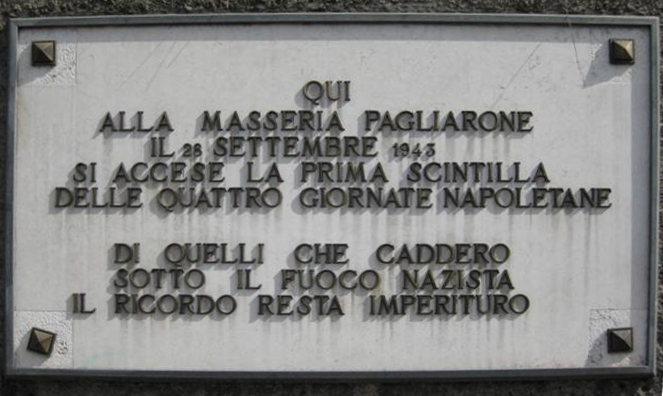
Iscrizione commemorativa delle Quattro giornate presso la masseria Pagliarone a via Belvedere.

Notevole fu il contributo del Vomero alle Quattro giornate di Napoli (27-30 settembre 1943). Fu infatti al Vomero che si registrarono i primi scontri, dapprima nei pressi della masseria Pagliarone (dove un gruppo di persone armate fermò un'automobile tedesca uccidendo il maresciallo che era alla guida), poi al quadrivio tra via Scarlatti e via Cimarosa, ove una motocarrozzetta germanica fu ribaltata provocando la morte dei due occupanti e la rappresaglia tedesca, quindi in varie piazze del quartiere, in particolare in Piazza Vanvitelli (dove una decina di giovanissimi vomeresi usciti da un bar attaccarono tre soldati tedeschi, dopo che era giunta al Vomero la notizia della morte di un marinaio, freddato con un colpo di pistola da un nazista) e nella piazza dell'allora Stadio Littorio, chiamata "Piazza Mascagni" ed oggi ribattezzata appunto Piazza Quattro Giornate. I tedeschi avevano infatti deciso di utilizzare lo stadio come campo di concentramento per gli insorti; i partigiani circondarono il campo e, armati solo di una mitragliatrice antiaerea e poche pistole e fucili, riuscirono a liberare i prigionieri. La sera precedente era caduta l'armeria del Castel Sant'Elmo, non senza spargimento di sangue; i tedeschi infatti, asserragliati anche all'interno della Villa Floridiana, intervennero in forze a dar battaglia.
Il Liceo Sannazaro divenne luogo di incontro e di coordinamento della Resistenza, qui il professor Antonio Tarsia in Curia il 30 settembre 1943 si autoproclamò capo degli insorti assumendo pieni poteri civili e militari. È nella palestra di questo stesso liceo che i corpi dei caduti delle Quattro giornate furono trasportati per la commemorazione.
Oggi nel quartiere sono poste, a memoria degli eventi, quattro lapidi: sulla facciata del Liceo classico Jacopo Sannazaro; accanto all'ingresso della caserma dei Carabinieri a Piazza Quattro Giornate; sulla facciata del liceo classico intitolato ad Adolfo Pansini (giovane studente vomerese impegnato nella lotta contro il fascismo, ucciso dai tedeschi durante le Quattro Giornate di Napoli il 30 settembre 1943 a pochi metri dall’attuale sede centrale del liceo) e la quarta in Via Belvedere, di fronte all'antico ingresso principale della masseria Pagliarone ove nacque la prima rivolta.

### Dal secondo dopoguerra ad oggi

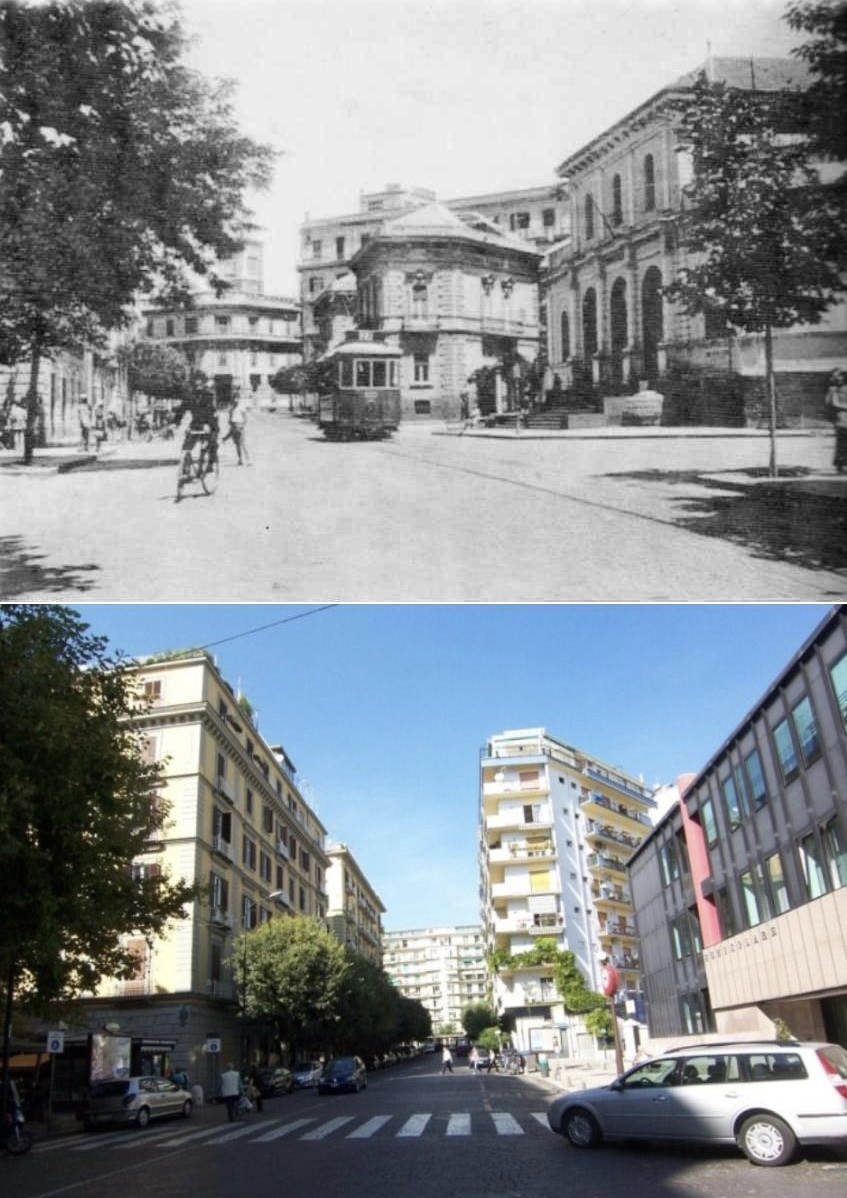
Via Morghen nell'anteguerra e nel 2008

Nel secondo dopoguerra, la sempre più consistente domanda abitativa e la conseguente speculazione edilizia degli anni sessanta sostituì le sobrie ed eleganti architetture vomeresi con enormi fabbricati in cemento armato. Con la scomparsa della maggior parte dei giardini e la distruzione di buona parte dei villini in stile Liberty e di alcuni fabbricati umbertini, il Vomero si è andato configurando come un quartiere borghese, arrivando ad inglobare l'Arenella e spingendosi fino alle pendici della collina dei Camaldoli, non senza alcuni autentici scempi edilizi (come la famigerata Muraglia Cinese di Mario Ottieri su via Aniello Falcone o i palazzi di via Caldieri).
Il quartiere conserva ancora molti esempi dell'architettura originaria, che costituiscono un patrimonio per tutta l'architettura italiana. Inoltre è ancora possibile osservare, oltre ai monumenti già citati, costruzioni storiche, quali, ad esempio, alcune delle più antiche ville nobiliari (Villa del Pontano, Villa Belvedere, Villa Regina, Villa Lucia, Villa Haas, Villa Presenzano o Diaz, Villa Ricciardi, Villa Leonetti, Villa Salve) e un antico edificio del dazio borbonico, nel Rione Antignano.
Tra il corso Vittorio Emanuele ed i giardini della Certosa di San Martino c'è la Vigna San Martino presente da circa sei secoli.

## Trasporti e viabilità

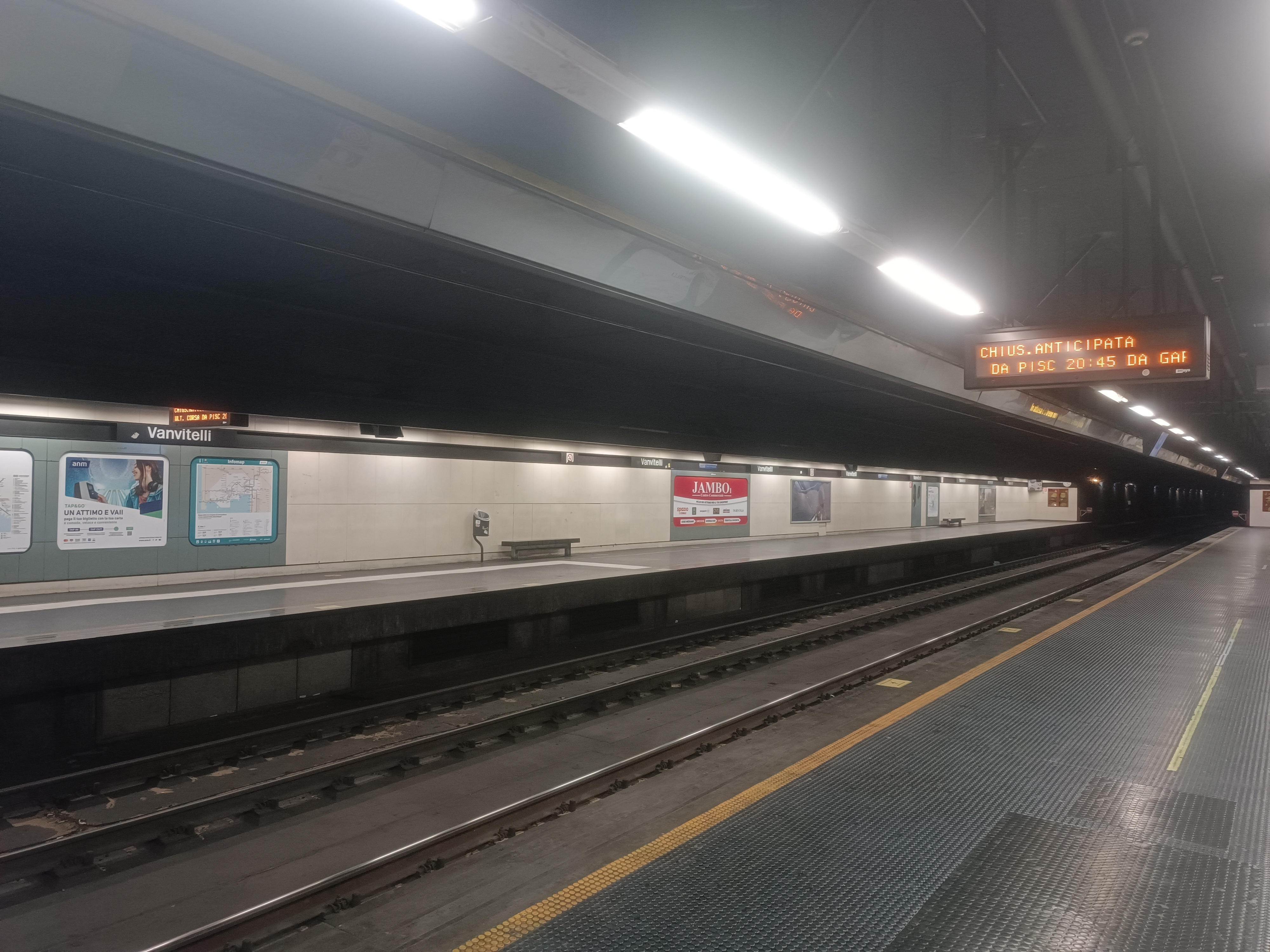
Stazione della metropolitana di piazza Vanvitelli

I più antichi mezzi di trasporto del quartiere, costruiti tra il 1800 e il 1900, sono tre delle quattro funicolari cittadine (funicolare di Chiaia, funicolare di Montesanto e funicolare Centrale) che collegano il Vomero al centro della città. Il quartiere, inoltre, è collegato al sistema metropolitano della città, tramite la linea 1 della metropolitana di Napoli (con le fermate Quattro Giornate e Vanvitelli).
La linea 1 della metropolitana di Napoli ha contribuito a snellire il traffico veicolare che ingorgava le vie di accesso alla collina vomerese, collegando rapidamente il Vomero al centro storico e ai quartieri della periferia nord di Napoli.
Il Vomero, come le zone del centro della città non chiuse al traffico veicolare, essendo una zona in gran parte commerciale e allo stesso tempo ad alta densità abitativa, è uno dei quartieri più trafficati della città. Mantiene un'isola pedonale ventiquattro ore su ventiquattro. L'isola pedonale, costituita originariamente (a partire dal 1994) dalla sola via Alessandro Scarlatti, dall'11 novembre 2008 ha inglobato anche via Luca Giordano, importante arteria posta tra l'alto ed il basso Vomero (ossia tra la zona di San Martino e piazza Vanvitelli e quella di via Cilea e via Belvedere) quasi a toccare il più antico nucleo del Vomero, il Rione Antignano.

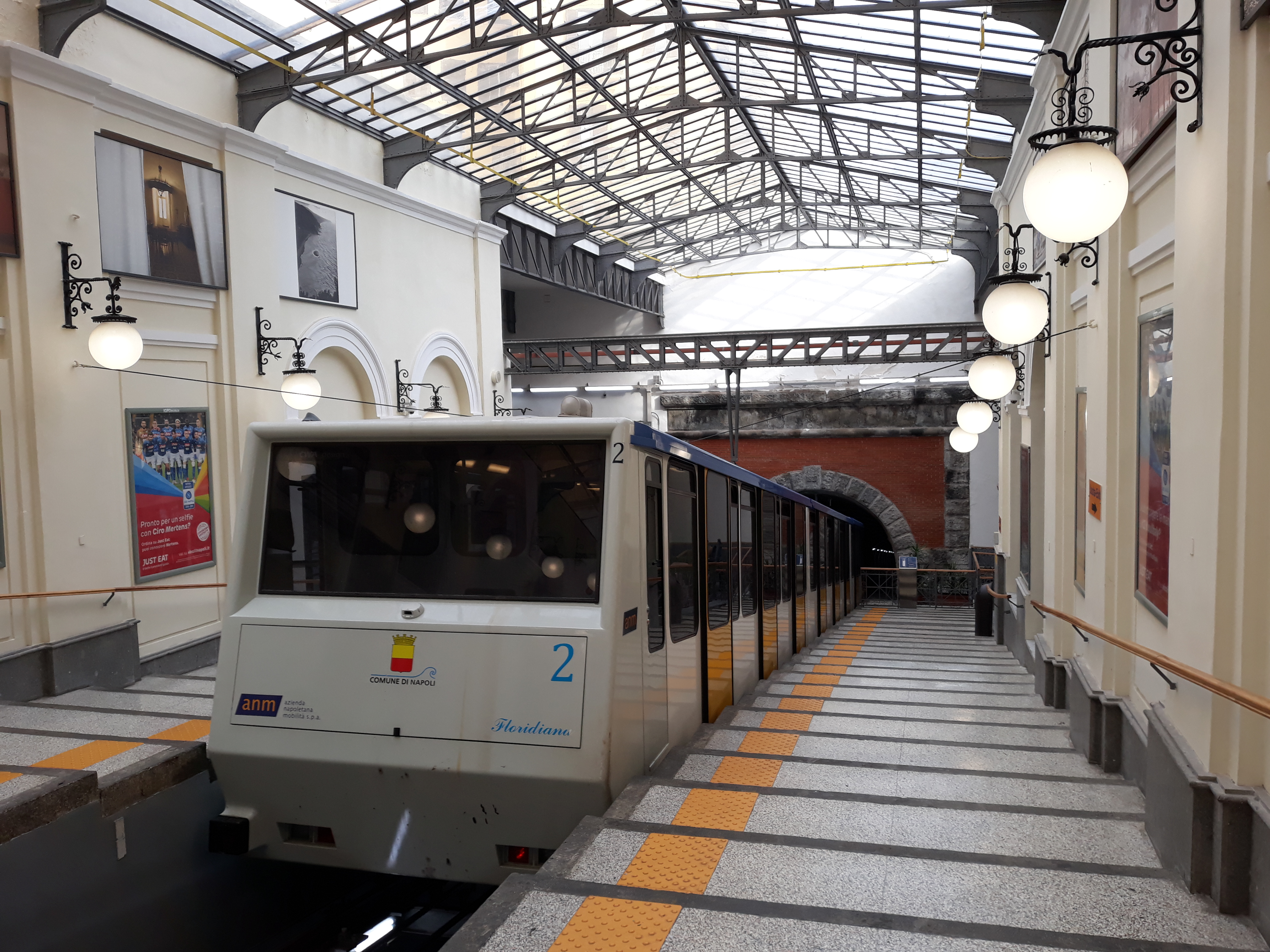
Funicolare Centrale di piazza Fuga

Una delle uscite della Tangenziale (Vomero, uscita 9) porta in due delle strade principali del quartiere: via Cilea e via Caldieri (non vanno considerate singole uscite poiché la deviazione avviene dopo il casello). Lo svincolo di via Pigna (sempre dall'uscita Vomero) porta invece nei quartieri confinanti Soccavo ed Arenella (sebbene l'uscita rimanga nelle immediate vicinanze del quartiere Vomero).
Negli scorsi anni sono state infine aperte tre scale mobili urbane per portare più agevolmente (in salita) i cittadini e i visitatori, provenienti dalla zona di piazza Fuga o piazza Vanvitelli, direttamente nella zona alta di via Scarlatti, davanti alla stazione superiore della funicolare di Montesanto, a poche centinaia di metri da Castel Sant'Elmo e dalla Certosa di San Martino. Numerosi sono anche i servizi di autobus che collegano il Vomero al resto della città.

## Monumenti e luoghi d'interesse

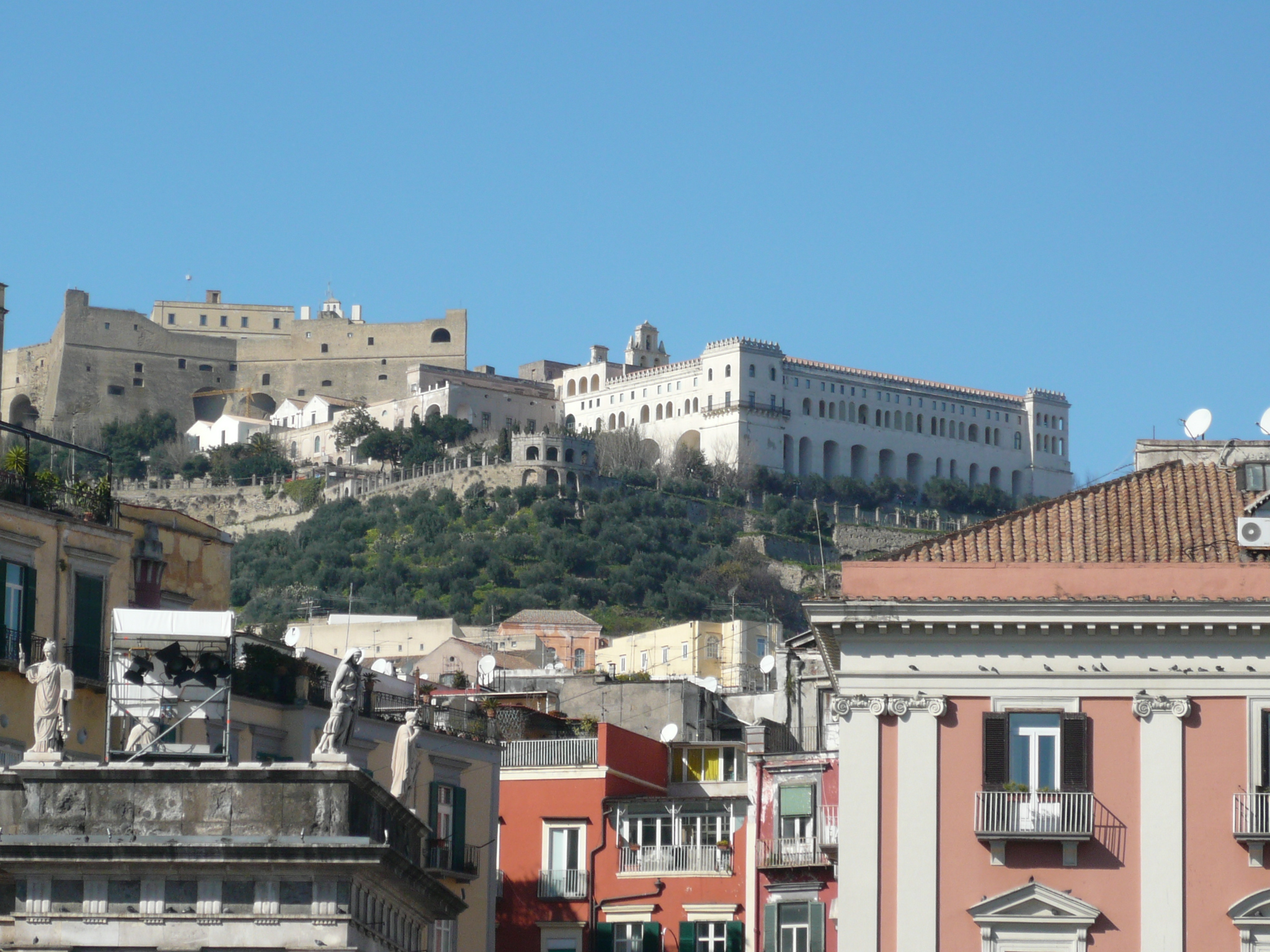
Castel Sant'Elmo e Certosa di San Martino da Piazza del Plebiscito.

- Castel Sant'Elmo (ospita il museo del 900)
- Certosa e Museo di San Martino
- Parco Villa Floridiana (ospita la Villa Floridiana con il Museo nazionale della ceramica Duca di Martina)
- Chiesa di San Gennaro ad Antignano (al limite con il quartiere Arenella)
- Chiesa di San Gennaro al Vomero
- Chiesa di San Gennariello al Vomero conosciuta come Piccola Pompei
- Chiesa del Sacro Cuore dei Salesiani
- Chiesa di San Francesco d'Assisi al Vomero
- Chiesa di Maria SS. del Buon Consiglio (al limite con il quartiere Avvocata)
- Chiesa di Santa Maria della Libera
- Chiesa della Madonna della Luce
- Chiesa Sancta Maria ab Arco (detta dell'Architello)
- Villa Lucia
- Villa Carafa di Belvedere e Villa Giordano Duchaliot
- Villa Casciaro
- Villa Leonetti
- Villa Costanza

### Piazze e strade principali

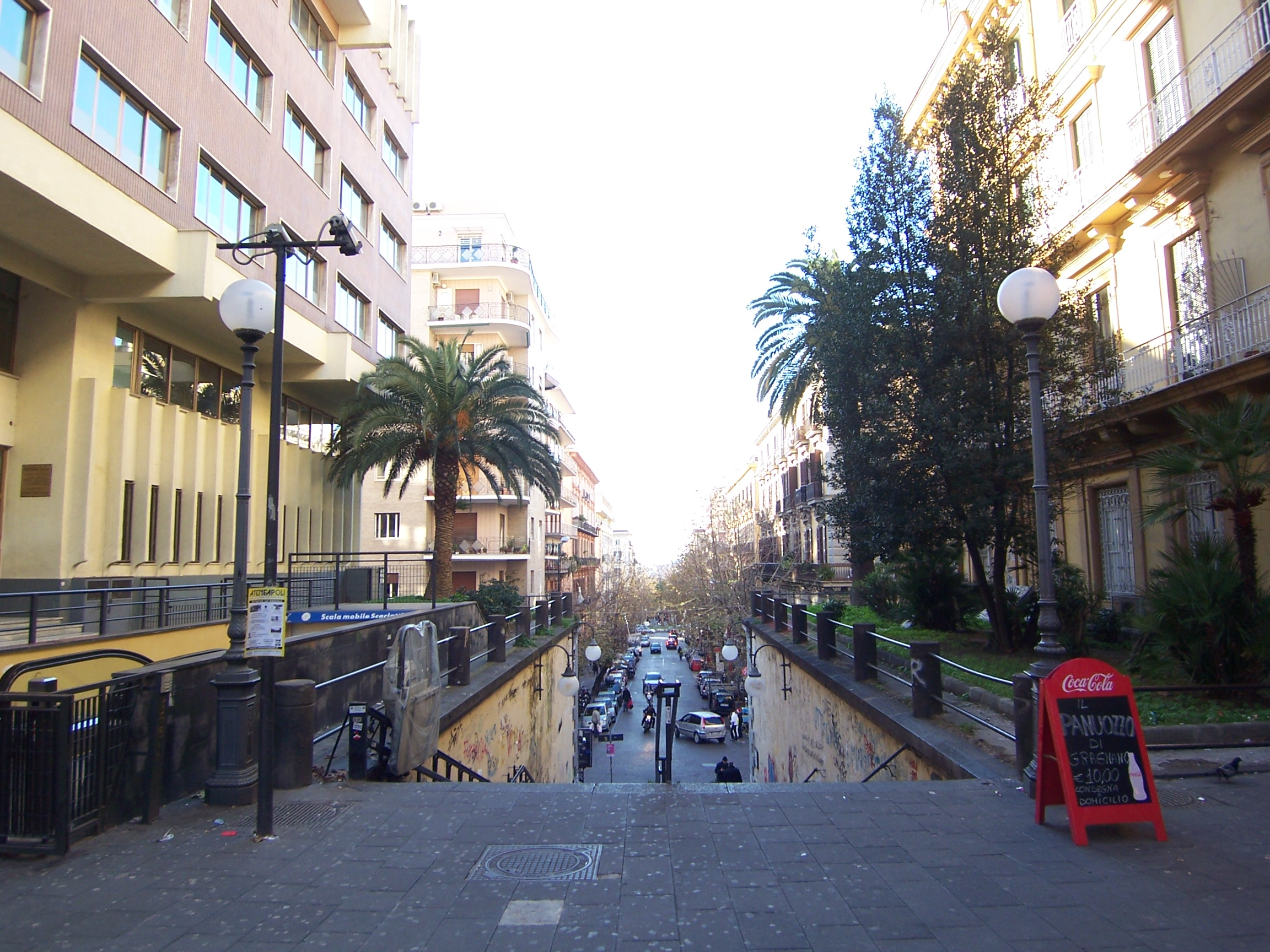
Le scale fra via Morghen e via Scarlatti con a sinistra l'omonima scuola dei salesiani

- Piazza Vanvitelli
- Piazza Ferdinando Fuga
- Piazza Cosimo Fanzago
- Piazza Quattro Giornate
- Via Alessandro Scarlatti
- Via Luca Giordano
- Via Filippo Palizzi
- Via Raffaele Morghen
- Via Giuseppe Bonito
- Via Domenico Cimarosa
- Via Luigia Sanfelice
- Via Aniello Falcone
- Via Francesco Cilea
- Via Gian Lorenzo Bernini
- Via Luigi Caldieri
- Vico Acitillo
- Via Francesco Solimena
- Via Enrico Alvino
- Via San Domenico
- Viale Raffaello
- Viale Michelangelo

## Società

### Eventi e manifestazioni
- Napoli Film Festival è una delle più significative rassegne cinematografiche campane che si svolge a giugno sempre a Castel Sant'Elmo.

## Sport

Lo stadio Arturo Collana nel 1942

Il quartiere ospita il complesso polisportivo cresciuto intorno allo Stadio Arturo Collana di Napoli, dove si praticano: rugby, judo, atletica leggera, nuoto, pallavolo, ginnastica artistica, pattinaggio, tennis, scherma, football americano e calcio.
Lo stadio, sorto in epoca fascista con il nome di "Stadio dei martiri fascisti" o "Stadio Littorio", dal 1929 (anno della costruzione) fu utilizzato dalla squadra del quartiere l'Internapoli Football Club fino al 1935 anno in cui la squadra si sciolse. Nel 1964 la squadra fu rifondata e tornò a giocare allo stadio Arturo Collana fino al 1977, quando la squadra cambiò denominazione e si trasferì a Posillipo.
A partire dalla stagione 1933-34 a causa dei lavori allo Stadio Partenope è stato temporaneamente il campo di casa del Napoli. Successivamente a causa della distruzione durante la guerra dello Stadio Partenopeo divenne la sede ufficiale del Napoli prima del completamento e del definitivo trasferimento della squadra, nel 1959, allo Stadio del Sole (ribattezzato, nel 1963, Stadio San Paolo e, dal 2020, Stadio Diego Armando Maradona).
Fu anche scenario di drammatici avvenimenti durante le Quattro giornate di Napoli e, pertanto, l'attigua piazza ha successivamente assunto il nome di Piazza Quattro Giornate.
Per anni fu lo stadio di casa della Partenope Rugby.
Il Vomero è stato anche la sede dalla squadra femminile di basket Napoli Basket Vomero campione d'Italia nella stagione 2006-07. Tuttavia, la squadra ha giocato a lungo al PalaBarbuto per l'impraticabilità della palestra del Collana.
Dalla stagione 2012-13 fino al 2016-17 lo Stadio Arturo Collana ha ospitato la squadra di calcio femminile di Napoli.
Nella stessa struttura ha sede il Tennis Club Vomero, che ospita manifestazioni nazionali ed internazionali di tennis.